# Motor a diesel
O motor a diesel é um motor de combustão interna no qual a ignição do combustível é causada pela elevação da temperatura do ar no cilindro devido à compressão mecânica; assim, o motor a diesel é chamado de motor de ignição por compressão. Isso contrasta com os motores que usam vela de ignição da mistura ar-combustível, como um motor a gasolina ou um motor a gás (usando um combustível gasoso como gás natural ou gás liquefeito de petróleo).
Foi batizado em homenagem a Rudolf Diesel.

## História

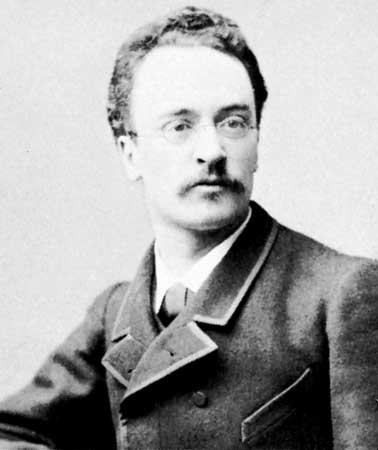
Rudolf Diesel

### Rudolf Diesel
Foi um engenheiro alemão, famoso pela invenção do motor que leva seu nome. Nos anos seguintes ao seu diploma, alcançado brilhantemente em 1880 na Technische Hochschule de Munique, Diesel tentou inventar um substituto mais eficaz para o vapor como meio fluido para ser usado em motores térmicos. Graças à sua considerável preparação teórica matemática e física, ele conseguiu projetar um motor com maior eficiência do que o motor a vapor e o motor de combustão interna que Nikolaus August Otto havia inventado antes dele. O motor de Diesel foi patenteado em 1892, mas não foi até 1897 que foram feitos quaisquer exemplos que funcionassem satisfatoriamente.
Durante o resto de sua vida, ele se esforçou para apresentar seu motor em todo o mundo, mas sempre foi atormentado por problemas relacionados à fabricação, licenciamento e financiamento. Enquanto estava a caminho da Inglaterra (1913) morreu. Nos anos seguintes, o motor a diesel ganhou importância crescente como gerador de energia para máquinas e meios de transporte.
|                                |                                                                       |                                                                   |               |
| Primeiro Motor Diesel de 1893. | A patente sobre o motor de Rudolf Diesel, em 23 de fevereiro de 1893. | Motor a diesel, em aplicação estacionária, acoplado a um gerador. | Motor Diesel. |

## Velocidade

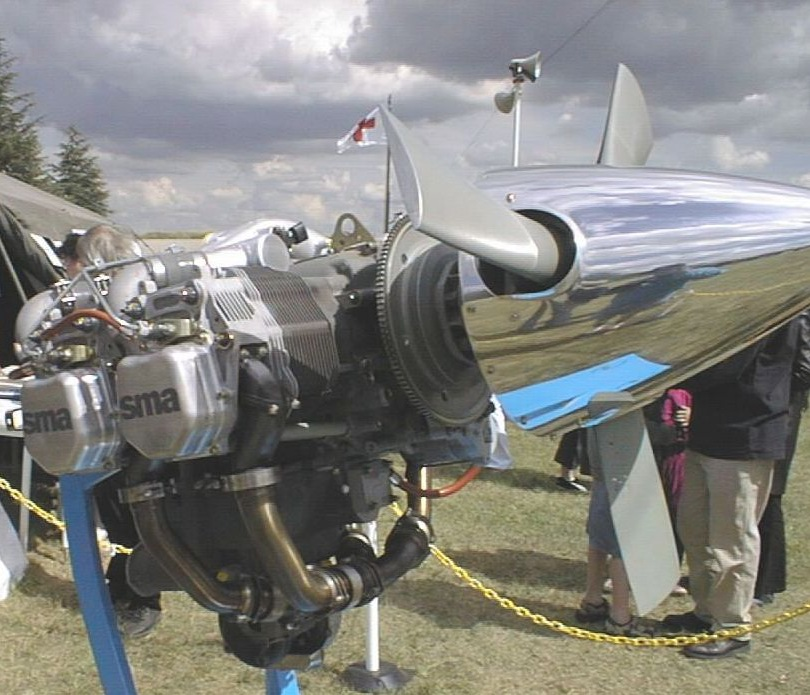
Motor aeronáutico a diesel SMA SR305-230.

Industrialmente, estes motores são divididos segundo a sua velocidade de rotação (rpm), existem três tipos: altas, médias e baixas velocidades.
- Altas velocidades - (acima de 1000 rpm) - São mais utilizados em inúmeras aplicações (automóveis, caminhões, barcos, compressores, bombas, entre outros). Geralmente motores a quatro tempos com a combustão a dar-se rapidamente.

- Médias velocidades - (variam entre as 500 e 1000 rpm) - Na indústria, estes motores são utilizados em aplicações de "grande porte", tais como locomotivas, grandes compressores e bombas, grupos geradores diesel-elétricos e alguns navios (ver: propulsão naval).

- Baixas velocidades - (variam entre 60 e 200 rpm) - Em grandes navios, os maiores motores (em dimensão) quando comparados com os outros dois, estes motores diferenciam-se não só pela potência que são capazes de desenvolver (cerca de 85 MW), como pelas propriedades do combustível - normalmente óleo combustível pesado - e a velocidade de explosão e serem motores dois tempos, como o maior motor a combustão interna do mundo[4] o Wärtsilä-Sulzer RT-flex96C.

## Combustível

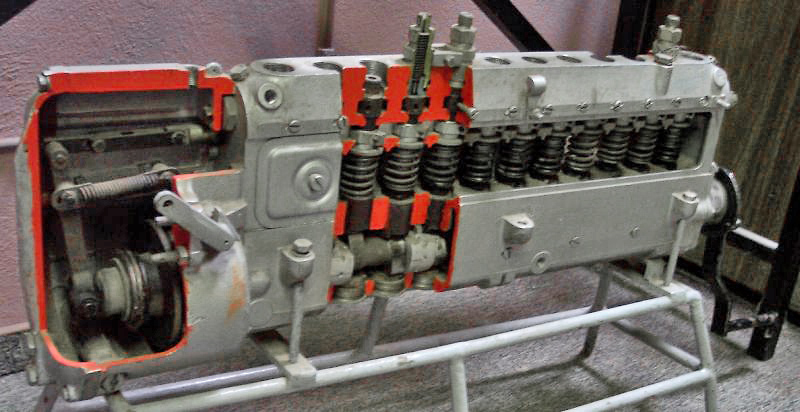
Bomba injetora de um motor a diesel de 12 cilindros.

O primeiro protótipo de motor diesel foi alimentado com óleo vegetal (óleo de amendoim), porém o combustível utilizado desde então pelos motores diesel é o óleo diesel (gasóleo em Portugal), um hidrocarboneto obtido a partir da refinação do petróleo a temperaturas de 250°C e 350 °C. Recentemente no Brasil, por lei, o diesel de petróleo é vendido após receber uma adição percentual de biodiesel, pois esse é produzido de óleo vegetal e/ou animal (fontes de energia renovável) através do processo de transesterificação sendo, portanto, um éster e não um hidrocarboneto como o diesel de origem fóssil. Há pesquisas desde 1920 para aprimorar a produção de diesel sintético através de tecnologias de conversão (Processo de Fischer-Tropsch) utilizando como insumo substâncias que contém carbono e hidrogênio (ver: Combustível sintético). Na década de 2010, pesquisa-se a produção de biodiesel a partir de cana-de-açúcar que, como o diesel derivado do petróleo, também é um hidrocarboneto.

## Uso
Seu primeiro uso prático foi no campo da propulsão naval. As primeiras embarcações a usá-lo foram o petroleiro Vandal (Rússia, 1903)  e o submarino Aigrette (França, 1904). Em 1912, surge a primeira locomotiva a diesel (Suíça). O primeiro trator e o primeiro caminhão a diesel surgiram, respectivamente em 1922 e 1923 (ambos na Alemanha). No começo dos anos 1930, automóveis com este propulsor disputaram competições automobilísticas nos Estados Unidos. A produção em série de automóveis leves dotados de motor a diesel, só teve início na década de 1930, por iniciativa de fabricantes da França e Alemanha.
|                                      |                                                                |                                                                                 |
| Diagrama do petroleiro russo Vandal. | Cigogne (França, 1904) o segundo submarino da Classe Aigrette. | Hanomag Rekord (Alemanha, 1933) um dos primeiros automóveis com motor a diesel. |

## Galeria
|      |                      |                  |
| R101 | Motocicleta a diesel | Nohab-Locomotiva |